# Перепис населення Палестини (1922)
Перепис населення Палестини 1922 року — перший перепис, проведеним владою британського мандату в Палестині 23 жовтня 1922 року.
Чисельність населення становила 757 182 особи, включаючи військових та осіб іноземної національності. Поділ на релігійні групи становив 590 890 мусульман, 83 794 євреї, 73 024 християни, 7 028 друзів, 408 сикхів, 265 бахаїв, 156 метавалі і 163 самаритяни.

## Організація перепису
Переписи населення, які проводила Османська імперія (найостанніший у 1914 році), здійснювалися з метою накладення податків або пошуку чоловіків для військової служби. З цієї причини оголошення перепису було непопулярним, тож заздалегідь докладали зусиль заспокоїти населення. Загалом перепис вважався успішним, не вдалося переписати тільки бедуїнів Беершевського підокругу, які відмовилися взяти участь. Багато переписувачів, під наглядом 296 реєстраторів та лічильників, відвідали кожне житло, з особливими процедурами для тих осіб, які не мали постійної адреси. Якщо було можливо, то будинки відвідували переписувачі з тією ж релігією, що й мешканці.
Бедуїнів Південного округу, які відмовилися взяти участь у переписі, підрахували приблизно, використовуючи кількість домогосподарств і десятин, що сумарно дало 72 898 осіб для цього сектору.
Низка сіл у північній прикордонній зоні не були враховані, оскільки вони все ще перебували під контролем Франції, хоча вони й перебували в Палестині відповідно до франко-британської угоди про кордон (1920). Також перепис взагалі не охопив Трансйорданію.

## Публікація
Результати перепису опубліковано в одному томі:
J. B. Barron, ред. (1923). Palestine: Report and General Abstracts of the Census of 1922. Government of Palestine. (58 pages)
Звіт містить інформацію про населення кожного села, розділену за релігією та статтю, а також підсумки для кожного округу та всієї країни. Є також таблиці з підрахунками населення відповідно до християнської конфесії, віку, сімейного стану та мови.

## Виноски
1. ↑  Barron, Table I.
2. 1 2 3 4 5 6  Barron, pp. 1–4.
3. ↑  Gideon Biger (2004). The Boundaries of Modern Palestine, 1840-1947. Routledge Curzon. с. 134, 143.; 1931 census report, vol 1, p17